# Zagorica (gmina Dobrepolje)
Zagorica – wieś w Słowenii, w gminie Dobrepolje. W 2018 roku liczyła 218 mieszkańców.